# ستان روزنبرغ
ستان روزنبرغ (بالإنجليزية: Stan Rosenberg)‏ هو سياسي أمريكي، ولد في 12 نوفمبر 1949 في رفير في الولايات المتحدة. حزبياً، نشط في الحزب الديمقراطي. وقد انتخب عضو مجلس نواب ماساتشوستس.

## وصلات خارجية
- الموقع الرسمي